# NetXMS
NetXMS — вільна система управління та моніторингу великих корпоративних комп'ютерних мереж, яка може бути використана для моніторингу всього ІТ-комплексу, починаючи з мережевих пристроїв і закінчуючи програмами на серверах. Програма поширюється під ліцензією GPLv2.
Особливості NetXMS: 
- Трирівнева архітектура
- Збір інформації через SNMP і власних агентів (на більшості UNIX систем, включаючи комерційні, а також Windows і IPSO)
- Централізоване оновлення агентів
- Гнучка система розмежування доступу
- Гнучка система обробки подій
- Можливість збору інформації (включаючи SNMP) з мереж, розташованих за NAT через проксі-агента
- Шифровані комунікації
- Підтримка кластерів (міграція ресурсів між вузлами тощо)
- Ядро системи і агенти переносні між POSIX-сумісними системами
- Модульна архітектура дає можливість легкого розширення функціональності